# Małgorzata Chojnacka
Małgorzata Chojnacka, de casada Małgorzata Wardowicz (Gorzów Wielkopolski, 17 de febrero de 1983) es una deportista polaca que compitió en piragüismo en la modalidad de aguas tranquilas. Ganó tres medallas en el Campeonato Mundial de Piragüismo entre los años 2007 y 2009, y seis medallas en el Campeonato Europeo de Piragüismo entre los años 2005 y 2012.

## Palmarés internacional
| Campeonato Mundial | Campeonato Mundial     | Campeonato Mundial | Campeonato Mundial |
| Año                | Lugar                  | Medalla            | Competición        |
| ------------------ | ---------------------- | ------------------ | ------------------ |
| 2007               | Duisburgo (Alemania)   | Medalla de plata   | K2 1000 m          |
| 2007               | Duisburgo (Alemania)   | Medalla de bronce  | K4 500 m           |
| 2009               | Dartmouth (Canadá)     | Medalla de oro     | K2 1000 m          |
| Campeonato Europeo |                        |                    |                    |
| Año                | Lugar                  | Medalla            | Competición        |
| 2005               | Poznań (Polonia)       | Medalla de bronce  | K4 500 m           |
| 2007               | Pontevedra (España)    | Medalla de plata   | K2 1000 m          |
| 2007               | Pontevedra (España)    | Medalla de bronce  | K4 500 m           |
| 2008               | Milán (Italia)         | Medalla de plata   | K4 1000 m          |
| 2009               | Brandeburgo (Alemania) | Medalla de bronce  | K4 500 m           |
| 2012               | Zagreb (Croacia)       | Medalla de oro     | K1 1000 m          |